# وادی لیلی
وادی لیلی (به عربی: وادی لیلی) یک شهرداری در الجزایر است که در استان تیارت واقع شده‌است.